# INSAS
INSAS (англ. Indian National Small Arms System — индийская национальная система стрелкового оружия) — система стрелкового вооружения, стоящая на вооружении Индии с 1998 года. Изначально система должна была состоять из автоматической винтовки, укороченного автомата и лёгкого ручного пулемёта, однако на настоящий момент выпускаются только автоматические винтовки.

## История
Автомат INSAS разрабатывался для замены английской автоматической винтовки L1A1 (самозарядного варианта FN FAL), принятой на вооружение и производившейся по лицензии для вооружённых сил Индии. Разработка INSAS велась компанией Indian State Ordnance Factory Board c 1987 года. Производство началось в конце 1998 года на государственном арсенале Ишапура (округ Северные 24 парганы штата Западная Бенгалия). Задержка с принятием системы была связана с отсутствием в Индии производства патронов 5,56×45 мм, под которые было создано новое оружие. Для решения этой проблемы индийцам пришлось закупать патроны у израильской компании Israel Military Industries.
В 1998 году автоматы INSAS были впервые представлены публике на военном параде в Дели. В 1999-2000 гг. первые автоматы INSAS начали поступать в войска. В дальнейшем, автоматы INSAS использовались вооружёнными силами Индии в Каргильской войне, а также против сепаратистов в штате Кашмир.
В ходе эксплуатации оружия в войсках выявляли недостатки, поэтому в конструкцию автоматов и ручных пулемётов INSAS вносили изменения. Так, в 2003 году были внесены изменения в конструкцию автомата INSAS, чтобы исключить попадание брызг ружейного масла в лицо стрелка при ведении огня из обильно смазанного оружия.
К 2005 году на вооружение индийских вооружённых сил поступило около 500 тысяч автоматов INSAS.
Начавшийся в 2008 году всемирный экономический кризис осложнил положение в экономике страны и внёс изменения в структуру военных расходов. В 2010 году был подписан контракт с «Arsenal Ltd.» на поставку крупной партии 7,62-мм автоматов Калашникова болгарского производства (так как стоимость автоматов болгарского производства составляла 22 000 рупий — несколько меньше, чем стоимость автоматов российского производства и на 5000 рупий меньше, чем стоимость автомата INSAS индийского производства).
В том же 2010 году на оружейной выставке был представлен демонстрационный образец 40-мм подствольного гранатомёта для INSAS (выпуск которого был освоен на оружейной фабрике в Тируччираппалли). К 2012 году выпуск автоматов INSAS был освоен на трёх оружейных фабриках (в Ишапуре, в Канпуре и в Тируччираппалли), но ручные пулемёты INSAS выпускали только на фабрике в Канпуре.
В апреле 2015 года министерством внутренних дел Индии было принято решение о замене находившихся на вооружении 137 батальонов центральной резервной полиции автоматов INSAS (к этому времени составлявших свыше 40% стрелкового оружия этих батальонов) на более надёжные автоматы АК-103 (в ходе эксплуатации оружия было установлено, что количество отказов при стрельбе из АК-103 составляет 0,02%, в то время как количество отказов при стрельбе из INSAS — 3%). 
В сентябре 2016 года командованием индийской армии было принято решение заменить автоматы INSAS на вооружении индийской армии новой 7,62-мм автоматической винтовкой (общие требования к которой были согласованы в 2017 году).
В декабре 2018 года стало известно о подписании Индией соглашения о лицензионном производстве автоматов Калашникова, и в марте 2019 года в городе Корва (округ Амети штата Уттар-Прадеш) был открыт завод «Korwa Ordnance Factory» по производству автоматов АК-203 под патрон 7,62х39 мм.

## Описание
Оружие разработано на основе конструкции автомата Калашникова, от которой заимствован ряд элементов: штампованная из стали ствольная коробка, узел запирания с поворотным затвором и газоотводный механизм. Для возможности стрельбы винтовочными гранатами в газоотводный узел был введён заимствованный у FN FAL газовый регулятор, позволяющий полностью перекрывать газоотводный тракт для стрельбы винтовочными гранатами.
Цевьё имеет конструктивное сходство с цевьём М-16.
УСМ позволяет вести огонь одиночными выстрелами и очередями с отсечкой по 3 выстрела. Предохранитель-переводчик режимов стрельбы расположен над спусковой скобой с левой стороны ствольной коробки. Ствол имеет шесть правых нарезов и оснащен пламегасителем. Складная рукоятка заряжания находится слева на газоотводном блоке и не связана жестко с затворной группой.
Ствол с четырьмя правыми нарезами, канал ствола хромирован.
Магазины коробчатые, первые выпущенные автоматы комплектовались металлическими магазинами, в дальнейшем стандартным стал магазин с корпусом из прозрачной пластмассы.
Прицельные приспособления состоят из мушки, размещённой на газоотводном блоке, и перекидного диоптрического целика, находящегося на задней стороне ствольной коробки. На крышку ствольной коробки возможна установка оптического или ночного прицела.
Возможна установка штык-ножа или подствольного гранатомёта.

## Варианты

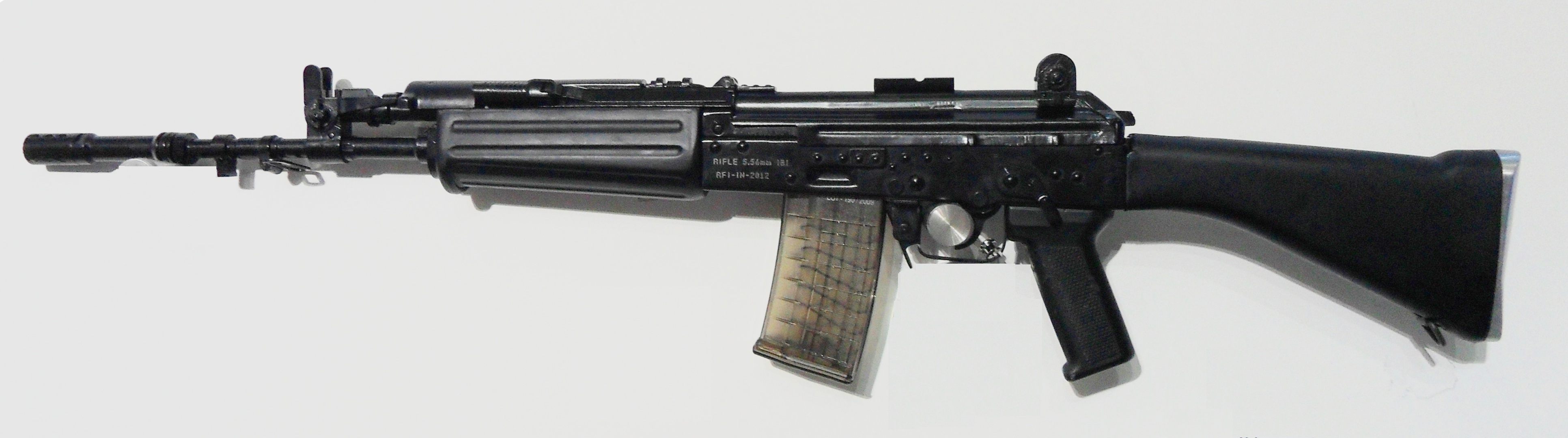
версия INSAS Assault Rifle

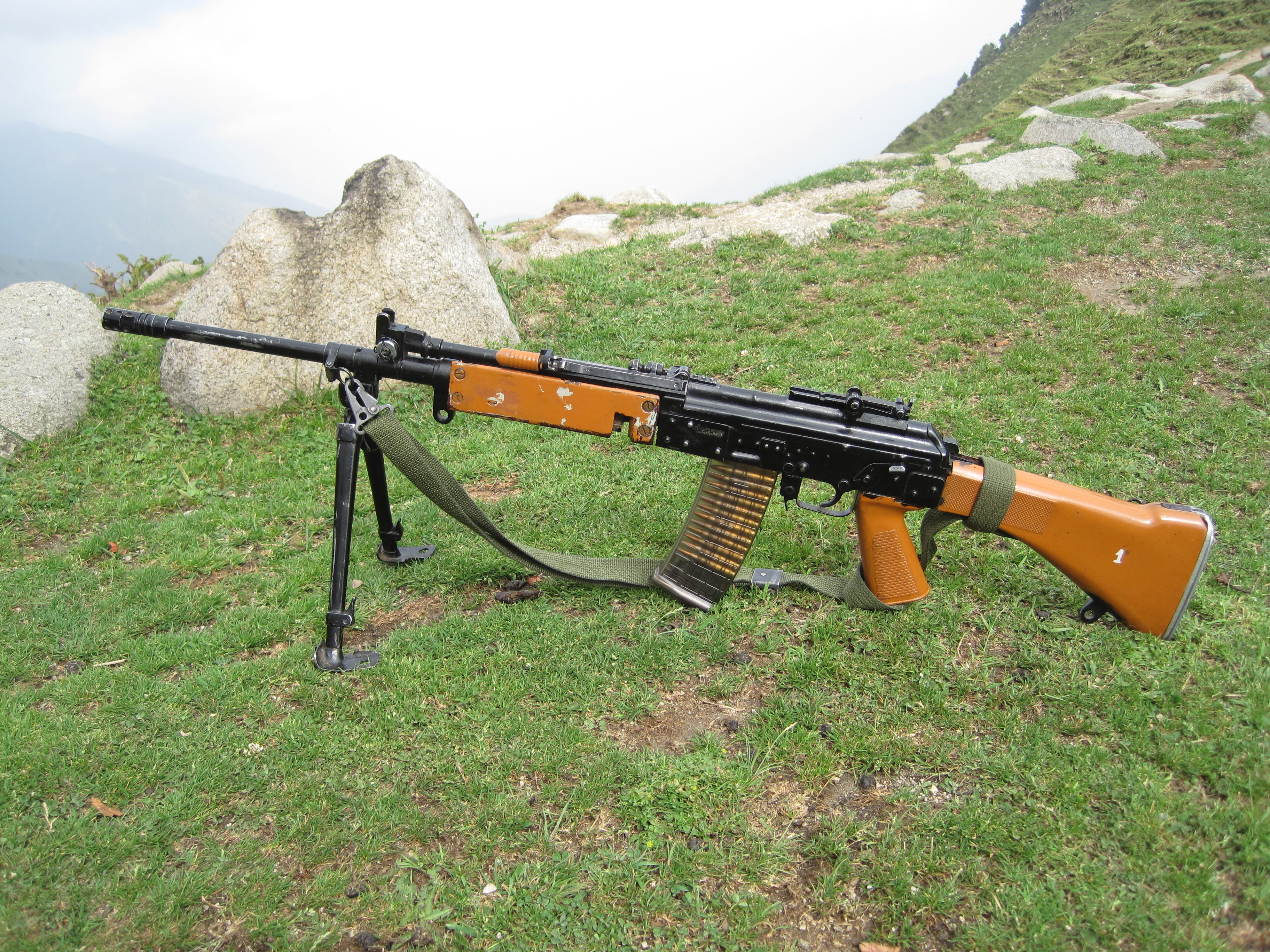
ручной пулемёт INSAS LMG

- INSAS Rifle — автоматическая винтовка, выпускается в вариантах с постоянным прикладом, либо со складным металлическим плечевым упором[2][14], схожим с прикладом FN FAL.
- INSAS Assault Rifle — штурмовая винтовка, отличается конструкцией предохранителя-переводчика режима огня (обеспечивающим возможность стрельбы одиночными выстрелами, очередями по три выстрела и непрерывный огонь). Для отличия от стандартных винтовок фурнитура выполнена из пластмассы чёрного цвета[1]
- INSAS Excalibur — укороченный 5,56-мм автомат для специальных подразделений со стволом длиной 400 мм. Ударно-спусковой механизм допускает возможность стрельбы непрерывными очередями. Имеется планка Пикатинни для установки различных прицелов, приклад складной[15]. Разработка автомата началась в середине 1990х годов, до 2016 года было изготовлено 15 предсерийных образцов, которые были доработаны по результатам опытной эксплуатации и подготовлены для сертификации[16]. В 2016 году командование индийской армии приняло решение отказаться от 5,56-мм автомата Excalibur, который должна заменить 7,62-мм автоматическая винтовка[17].
- KALANTAK — укороченный вариант со стволом длиной 330 мм.
- INSAS LMG — лёгкий ручной пулемёт, отличается удлинённым и утяжелённым стволом, наличием сошек и рукояти для переноски оружия[14]. Выпускаются пулемёты как с фиксированными, так и со складным прикладом (в последнем случае также укорочен на 35 мм ствол).
- MSMC — укороченный вариант со стволом длиной 300 мм, цевьём изменённой формы и складным прикладом, аналогичным таковому у АКС, использующий патроны 5,56×30 мм. Помимо одиночных и очередей с отсечкой имеется возможность стрельбы непрерывными очередями. Позднее данный вариант был модифицирован: была изменена форма пистолетной рукоятки, цевья и приклада, а на ствольной коробке появилась планка Пикатинни.

## Страны-эксплуатанты
- Индия — автоматы и пулемёты INSAS находятся на вооружении армии Индии[14], автоматы INSAS используются полицией[18]
- Непал — в 2001 году начал поступать на вооружение непальской армии[19], до марта 2006 года армии Непала с 70 % субсидией были проданы 23 000 автоматов INSAS[20], но в 2017 году они уже не использовались[21];
- Оман — используется вооружёнными силами[22];
- Бутан — используется вооружёнными силами[23].
- Эсватини[24]